# Dorneck-Thierstein
Dorneck-Thierstein, Schwarzbubenland – jednostka administracyjna (Amtei) w Szwajcarii, w kantonie Solura.  
Amtei składa się z dwóch okręgów (Bezirk) oraz 23 gmin (Gemeinde) o powierzchni 176,97 km² i o liczbie mieszkańców 35 804. Sześć gmina jednostki administracyjnej jest eksklawą kantonu Bazylea-Okręg.

## Podział administracyjny
Okręgi i gminy w Amtei Dorneck-Thierstein:
1. Okręg Dorneck: Bättwil, Büren, Dornach, Gempen, Hochwald, Hofstetten-Flüh, Metzerlen-Mariastein, Nuglar-St. Pantaleon, Rodersdorf, Seewen i Witterswil
2. Okręg Thierstein: Bärschwil, Beinwil, Breitenbach, Büsserach, Erschwil, Fehren, Grindel, Himmelried, Kleinlützel, Meltingen, Nunningen i Zullwil